# Where Angels Fear to Tread (Heaven)
Where Angels Fear to Tread è il secondo album degli Heaven, pubblicato nel 1983 per l'Etichetta discografica Columbia Records. 

## Tracce
1. Where Angels Fear to Tread (Cocks, Fryer, Kelly, Marlow)
2. Love Child (Richards, Sawyer, Taylor, Wilson)
3. Scream for Me (Fryer, Kelly)
4. Don't Mean Nothin' (Cocks, Fryer)
5. Rock School (Cocks, Fryer, Kelly)
6. Madness (Fryer, Kelly)
7. Hard Life (Fryer, Kelly)
8. She Stole My Meart (Fryer, Kelly)
9. You (Fryer, Kelly)
10. Sleeping Dogs (Fryer, Kelly)

### Tracce aggiunte nel Remaster (1999)
- 11. Boys Night Out (brano inedito)
- 12. Take You Higher (live)
- 13. Suck City (live)
- 14. Scream for Me (live)
- 15. Don't Mean Nothin' (live)
- 16. Sleeping Dogs (live)

## Lineup
- Allan Fryer - Voce
- Bradford Kelly - Chitarra solista
- John Haese - Chitarra ritmica
- Laurie Marlow - Basso
- Joe Turtur - Batteria

### Altri musicisti
- Glenn Hughes - Voce
- Lita Ford - Voce
- Evil Eyes (Ronnie James Dio) - Voce
- Julia Burley - Cori
- Mick Cocks - Chitarra
- Jimmy Zazla - Sassofono
- Joe Lynn Turner - Batteria